# Tom Turesson
Tom Turesson   (17 de maig de 1942 - Suècia, 13 de desembre de 2004) fou un futbolista suec de la dècada de 1960.
Fou 22 cops internacional amb la selecció de futbol de Suècia amb la qual participà a la Copa del Món de Futbol de 1970.
Pel que fa a clubs, defensà els colors de Hammarby IF i Club Brugge.
Trajectòria com a entrenador:
- 1978 Hammarby IF
- 1991–1995 Hanvikens SK